# Mark Edmondson
Mark Edmondson (Gosford, Nova Gal·les del Sud, Austràlia, 28 de juny de 1954) és un tennista australià retirat.
En el seu palmarès destaquen diversos títols de Grand Slam, un individual i cinc més en dobles masculins. Els seus millors resultats els va obtenir en les proves de dobles masculins amb un total de 34 títols. Va arribar a ocupar el lloc 15è del rànquing individual.
L'únic títol de Grand Slam individual, aconseguit a l'Open d'Austràlia l'any 1976 destaca per la fita de que va esdevenir el tennista amb pitjor rànquing en guanyar un títol de Grand Slam individual, ja que en aquell moment ocupava el 212 lloc del rànquing. Aquesta rècord encara es manté vigent després de gairebé més de cinquanta anys, i també es manté com el darrer tennista australià en guanyar aquest títol.
Va formar part de l'equip australià de Copa Davis que es va imposar en l'edició de 1983.
Després de la seva retirada va formar part de l'ATP Board of Directors entre els anys 1980 i 1984.

## Torneigs de Grand Slam

### Individual: 1 (1−0)
| Resultat  | Núm. | Any  | Torneig          | Oponent       | Marcador           |
| --------- | ---- | ---- | ---------------- | ------------- | ------------------ |
| Guanyador | 1.   | 1976 | Open d'Austràlia | John Newcombe | 6−7, 6−3, 7−6, 6−1 |

### Dobles masculins: 7 (5−2)
| Resultat  | Núm. | Any  | Torneig              | Parella          | Oponents                           | Marcador           |
| --------- | ---- | ---- | -------------------- | ---------------- | ---------------------------------- | ------------------ |
| Guanyador | 1.   | 1980 | Open d'Austràlia     | Kim Warwick      | Peter McNamara Paul McNamee        | 7−5, 6−4           |
| Guanyador | 2.   | 1981 | Open d'Austràlia (2) | Kim Warwick      | Hank Pfister John Sadri            | 6−3, 6−7, 6−3      |
| Guanyador | 3.   | 1983 | Open d'Austràlia (3) | Paul McNamee     | Steve Denton Sherwood Stewart      | 6−3, 7−6           |
| Finalista | 1.   | 1983 | Roland Garros        | Sherwood Stewart | Hans Simonsson Anders Järryd       | 7−6(4), 6−4, 6−2   |
| Guanyador | 4.   | 1984 | Open d'Austràlia (4) | Sherwood Stewart | Joakim Nyström Mats Wilander       | 6−2, 6−2, 7−5      |
| Finalista | 2.   | 1985 | Open d'Austràlia     | Kim Warwick      | Paul Annacone Christo Van Rensburg | 3−6, 7−6, 6−4, 6−4 |
| Guanyador | 5.   | 1985 | Roland Garros        | Kim Warwick      | Shlomo Glickstein Hans Simonsson   | 6−3, 6−4, 6−7, 6−3 |

### Dobles mixts: 2 (0−2)
| Resultat  | Núm. | Any  | Torneig       | Parella          | Oponents                 | Marcador         |
| --------- | ---- | ---- | ------------- | ---------------- | ------------------------ | ---------------- |
| Finalista | 1.   | 1980 | Wimbledon     | Dianne Fromholtz | Tracy Austin John Austin | 6−4, 6−7(6), 3−6 |
| Finalista | 2.   | 1986 | Roland Garros | Rosalyn Fairbank | Kathy Jordan Ken Flach   | 6−3, 6−7(3), 3−6 |

## Palmarès

### Individual: 12 (6−6)
| Títols per superfície |
| --------------------- |
| Dura (0−1)            |
| Gespa (6−2)           |
| Terra batuda (0−0)    |
| Moqueta (0−1)         |

| Resultat  | Núm. | Data                   | Torneig                     | Superfície  | Oponent            | Marcador              |
| --------- | ---- | ---------------------- | --------------------------- | ----------- | ------------------ | --------------------- |
| Guanyador | 1.   | 26 de desembre de 1975 | Open d'Austràlia, Austràlia | Gespa       | John Newcombe      | 6−7, 6−3, 7−6(6), 6−1 |
| Guanyador | 2.   | 11 d'octubre de 1976   | Brisbane, Austràlia         | Gespa       | Phil Dent          | 3−6, 6−4, 6−4, 6−4    |
| Guanyador | 3.   | 9 d'octubre de 1978    | Brisbane (2)                | Gespa       | John Alexander     | 6−4, 7−6              |
| Finalista | 1.   | 1 de gener de 1979     | Hobart, Austràlia           | Gespa       | Guillermo Vilas    | 4−6, 4−6              |
| Finalista | 2.   | 18 de juny de 1979     | Surbiton, Regne Unit        | Gespa       | Victor Amaya       | 4−6, 5−7              |
| Guanyador | 4.   | 5 de gener de 1981     | Adelaida, Austràlia         | Gespa       | Brad Drewett       | 7−5, 6−2              |
| Finalista | 3.   | 30 de març de 1981     | Linz, Àustria               | Dura (i)    | Gianni Ocleppo     | 5−7, 1−6              |
| Guanyador | 5.   | 15 de juny de 1981     | Bristol, Regne Unit         | Gespa       | Roscoe Tanner      | 6−3, 5−7, 6−4         |
| Guanyador | 6.   | 5 d'octubre de 1981    | Brisbane (3)                | Gespa       | Chris Lewis        | 7−6, 3−6, 6−4         |
| Finalista | 4.   | 26 d'octubre de 1981   | Tòquio, Japó                | Moqueta (i) | Vincent Van Patten | 2−6, 6−3, 3−6         |
| Finalista | 5.   | 2 de novembre de 1981  | Hong Kong, Hong Kong        | Dura        | Van Winitsky       | 4−6, 7−6, 4−6         |
| Finalista | 6.   | 25 d'abril de 1983     | Las Vegas, Estats Units     | Dura        | Jimmy Connors      | 6−7, 1−6              |

### Dobles masculins: 68 (34−34)
| Títols per superfície |
| --------------------- |
| Dura (4−7)            |
| Gespa (9−5)           |
| Terra batuda (15−14)  |
| Moqueta (6−8)         |

| Resultat  | Núm. | Data                   | Torneig                                | Superfície   | Parella          | Oponents                             | Marcador                  |
| --------- | ---- | ---------------------- | -------------------------------------- | ------------ | ---------------- | ------------------------------------ | ------------------------- |
| Guanyador | 1.   | 22 de desembre de 1975 | Sydney, Austràlia                      | Gespa        | John Marks       | Chris Kachel Peter McNamara          | 6−1, 6−1                  |
| Finalista | 1.   | 19 d'abril de 1976     | Mallorca, Espanya                      | Terra batuda | John Marks       | John Andrews Colin Dibley            | 3−6, 5−7                  |
| Finalista | 2.   | 27 de desembre de 1976 | Sydney                                 | Gespa        | John Marks       | Syd Ball Kim Warwick                 | 3−6, 6−7                  |
| Guanyador | 2.   | 4 de juliol de 1977    | Båstad, Suècia                         | Terra batuda | John Marks       | Jean-Louis Haillet François Jauffret | 6−4, 6−0                  |
| Finalista | 3.   | 22 de maig de 1978     | Florència, Itàlia                      | Terra batuda | John Marks       | Corrado Barazzutti Adriano Panatta   | 3−6, 7−6, 3−6             |
| Guanyador | 3.   | 10 de juliol de 1978   | Gstaad, Suïssa                         | Terra batuda | Tom Okker        | Bob Hewitt Kim Warwick               | 6−4, 1−6, 6−1, 6−4        |
| Guanyador | 4.   | 17 de juliol de 1978   | Båstad (2)                             | Terra batuda | Bob Carmichael   | Péter Szőke Balázs Taróczy           | 7−5, 6−4                  |
| Finalista | 4.   | 24 de juliol de 1978   | Hilversum, Països Baixos               | Terra batuda | Bob Carmichael   | Tom Okker Balázs Taróczy             | 6−7, 3−6                  |
| Finalista | 5.   | 14 d'agost de 1978     | Stowe, Estats Units                    | Dura         | Kim Warwick      | Tim Gullikson Tom Gullikson          | 6−3, 6−7, 3−6             |
| Finalista | 6.   | 18 de setembre de 1978 | Hartford, Estats Units                 | Moqueta      | Van Winitsky     | John McEnroe Bill Maze               | 3−6, 6−3, 5−7             |
| Finalista | 7.   | 23 d'octubre de 1976   | Sydney                                 | Dura (i)     | John Marks       | John Newcombe Tony Roche             | 4−6, 3−6                  |
| Guanyador | 5.   | 13 de novembre de 1978 | Hong Kong, Hong Kong                   | Dura         | John Marks       | Hank Pfister Brad Rowe               | 5−7, 7−6, 6−1             |
| Finalista | 8.   | 23 d'octubre de 1978   | Taipei, Taïwan                         | Moqueta      | John Marks       | Sherwood Stewart Butch Walts         | 2−6, 7−6, 6−7             |
| Finalista | 9.   | 14 de maig de 1979     | Hamburg, Alemanya Occidental           | Terra batuda | John Marks       | Jan Kodeš Tomáš Šmíd                 | 3−6, 1−6, 6−7             |
| Guanyador | 6.   | 9 de juliol de 1979    | Gstaad (2)                             | Terra batuda | John Marks       | Ion Ţiriac Guillermo Vilas           | 2−6, 6−1, 6−4             |
| Finalista | 10.  | 16 de juliol de 1979   | Båstad                                 | Terra batuda | John Marks       | Heinz Günthardt Bob Hewitt           | 2−6, 2−6                  |
| Guanyador | 7.   | 12 de novembre de 1979 | Taipei                                 | Moqueta      | John Marks       | Pat DuPré Robert Lutz                | 6−1, 3−6, 6−4             |
| Guanyador | 8.   | 19 de maig de 1980     | Roma, Itàlia                           | Terra batuda | Kim Warwick      | Balázs Taróczy Eliot Teltscher       | 7−6, 7−6                  |
| Guanyador | 9.   | 16 de juny de 1980     | Surbiton, Regne Unit                   | Gespa        | Kim Warwick      | Andrew Pattison Butch Walts          | 7−6, 6−7, 6−7, 7−6, 15−13 |
| Finalista | 11.  | 13 de juliol de 1980   | Gstaad                                 | Terra batuda | Kim Warwick      | Colin Dowdeswell Ismail El Shafei    | 4−6, 4−6                  |
| Guanyador | 10.  | 24 de novembre de 1980 | Open d'Austràlia, Austràlia            | Gespa        | Kim Warwick      | Peter McNamara Paul McNamee          | 7−5, 6−4                  |
| Guanyador | 11.  | 6 d'abril de 1981      | Houston, Estats Units                  | Terra batuda | Sherwood Stewart | Anand Amritraj Fred McNair           | 6−4, 6−3                  |
| Finalista | 12.  | 13 de juliol de 1981   | Stuttgart, Alemanya Occidental         | Terra batuda | Mike Estep       | Peter McNamara Paul McNamee          | 6−2, 4−6, 6−7             |
| Guanyador | 12.  | 20 de juliol de 1981   | Båstad (3)                             | Terra batuda | John Fitzgerald  | Anders Järryd Hans Simonsson         | 2−6, 7−5, 6−0             |
| Finalista | 13.  | 21 de setembre de 1981 | San Francisco, Estats Units            | Moqueta      | Sherwood Stewart | Peter Fleming John McEnroe           | 2−6, 2−6                  |
| Finalista | 14.  | 5 d'octubre de 1981    | Brisbane, Austràlia                    | Gespa        | Mike Estep       | Rod Frawley Chris Lewis              | 5−7, 6−4, 6−7             |
| Guanyador | 13.  | 30 de novembre de 1981 | Open d'Austràlia (2)                   | Gespa        | Kim Warwick      | Hank Pfister John Sadri              | 6−3, 6−7, 6−3             |
| Guanyador | 14.  | 4 de gener de 1982     | Adelaida, Austràlia                    | Gespa        | Kim Warwick      | Andrew Jarrett Jonathan Smith        | 7−5, 4−6, 7−6             |
| Guanyador | 15.  | 8 de febrer de 1982    | Richmond, Estats Units                 | Moqueta      | Kim Warwick      | Syd Ball Rolf Gehring                | 6−4, 6−2                  |
| Guanyador | 16.  | 8 de març de 1982      | Múnic, Alemanya Occidental             | Moqueta      | Tomáš Šmíd       | Kevin Curren Steve Denton            | 4−6, 7−5, 6−2             |
| Guanyador | 17.  | 15 de març de 1982     | Rotterdam, Països Baixos               | Moqueta      | Sherwood Stewart | Fritz Buehning Kevin Curren          | 7−5, 6−2                  |
| Finalista | 15.  | 22 de març de 1982     | Milà, Itàlia                           | Moqueta      | Sherwood Stewart | Heinz Günthardt Peter McNamara       | 6−7, 6−7                  |
| Guanyador | 18.  | 29 de març de 1982     | Frankfurt, Alemanya Occidental         | Moqueta      | Steve Denton     | Tony Giammalva Tim Mayotte           | 6−4, 6−7, 6−4             |
| Finalista | 16.  | 5 d'abril de 1982      | Montecarlo, Mònaco                     | Terra batuda | Sherwood Stewart | Paul McNamee Peter McNamara          | 7−6, 6−7, 3−6             |
| Finalista | 17.  | 12 d'abril de 1982     | Houston                                | Terra batuda | Peter McNamara   | Kevin Curren Steve Denton            | 5−7, 4−6                  |
| Guanyador | 19.  | 26 d'abril de 1982     | Hilton Head, Estats Units              | Terra batuda | Rod Frawley      | Alan Waldman Van Winitsky            | 6−1, 7−5                  |
| Finalista | 18.  | 14 de juny de 1982     | Bristol, Regne Unit                    | Gespa        | Kim Warwick      | Tim Gullikson Tom Gullikson          | 4−6, 6−7                  |
| Guanyador | 20.  | 12 de juliol de 1982   | Stuttgart                              | Terra batuda | Brian Teacher    | Andreas Maurer Wolfgang Popp         | 6−3, 6−1                  |
| Guanyador | 21.  | 19 de juliol de 1982   | Kitzbühel, Àustria                     | Terra batuda | Kim Warwick      | Rod Frawley Pavel Složil             | 4−6, 6−4, 6−3             |
| Guanyador | 22.  | 9 d'agost de 1982      | Toronto, Canadà                        | Dura         | Steve Denton     | Peter Fleming John McEnroe           | 6−7, 7−5, 6−2             |
| Finalista | 19.  | 16 d'agost de 1982     | Cincinnati, Estats Units               | Dura         | Steve Denton     | Peter Fleming John McEnroe           | 2−6, 3−6                  |
| Finalista | 20.  | 13 de setembre de 1982 | Sawgrass, Estats Units                 | Terra batuda | Kim Warwick      | Brian Gottfried Raúl Ramírez         | Renúncia                  |
| Finalista | 21.  | 11 d'octubre de 1982   | Sydney (2)                             | Dura (i)     | Steve Denton     | John McEnroe Peter Rennert           | 3−6, 6−7                  |
| Finalista | 22.  | 9 de maig de 1983      | Hamburg (2)                            | Terra batuda | Brian Gottfried  | Heinz Günthardt Balázs Taróczy       | 6−7, 6−4, 4−6             |
| Finalista | 23.  | 23 de maig de 1983     | Roland Garros, França                  | Terra batuda | Sherwood Stewart | Anders Järryd Hans Simonsson         | 6−7, 4−6, 2−6             |
| Guanyador | 23.  | 25 de juliol de 1983   | North Conway, Estats Units             | Terra batuda | Sherwood Stewart | Eric Fromm Drew Gitlin               | 7−6, 6−1                  |
| Guanyador | 24.  | 1 d'agost de 1983      | Indianapolis, Estats Units             | Terra batuda | Sherwood Stewart | Carlos Kirmayr Cássio Motta          | 6−3, 6−2                  |
| Finalista | 24.  | 3 d'octubre de 1983    | Brisbane (2)                           | Moqueta      | Kim Warwick      | Pat Cash Paul McNamee                | 6−7, 6−7                  |
| Guanyador | 25.  | 10 d'octubre de 1983   | Sydney                                 | Dura (i)     | Sherwood Stewart | John McEnroe Peter Rennert           | 6−2, 6−4                  |
| Guanyador | 26.  | 24 d'octubre de 1983   | Tòquio, Japó                           | Moqueta (i)  | Sherwood Stewart | Steve Denton John Fitzgerald         | 6−1, 6−4                  |
| Guanyador | 27.  | 28 de novembre de 1983 | Open d'Austràlia (3)                   | Gespa        | Paul McNamee     | Steve Denton Sherwood Stewart        | 6−3, 7−6                  |
| Guanyador | 28.  | 26 de març de 1984     | Boca Raton, Estats Units               | Dura         | Sherwood Stewart | David Dowlen Nduka Odizor            | 4−6, 6−1, 6−4             |
| Finalista | 25.  | 9 d'abril de 1984      | Luxemburg, Luxemburg                   | Moqueta      | Sherwood Stewart | Anders Järryd Tomáš Šmíd             | 3−6, 5−7                  |
| Guanyador | 29.  | 16 d'abril de 1984     | Montecarlo                             | Terra batuda | Sherwood Stewart | Jan Gunnarsson Mats Wilander         | 6−2, 6−1                  |
| Finalista | 26.  | 8 d'octubre de 1984    | Sydney (3)                             | Dura (i)     | Sherwood Stewart | Anders Järryd Hans Simonsson         | 4−6, 4−6                  |
| Finalista | 27.  | 15 d'octubre de 1984   | Tòquio                                 | Moqueta (i)  | Sherwood Stewart | Tony Giammalva Sammy Giammalva Jr.   | 6−7, 4−6                  |
| Finalista | 28.  | 22 d'octubre de 1984   | Hong Kong                              | Dura         | Paul McNamee     | Ken Flach Robert Seguso              | 7−6, 3−6, 5−7             |
| Guanyador | 30.  | 26 de novembre de 1984 | Open d'Austràlia (4)                   | Gespa        | Sherwood Stewart | Joakim Nyström Mats Wilander         | 6−2, 6−2, 7−5             |
| Finalista | 29.  | 7 de gener de 1985     | Volvo Masters, Nova York, Estats Units | Moqueta (i)  | Sherwood Stewart | Peter Fleming John McEnroe           | 3−6, 1−6                  |
| Guanyador | 31.  | 6 de maig de 1985      | Múnic (2)                              | Terra batuda | Kim Warwick      | Sergio Casal Emilio Sánchez          | 4−6, 7−5, 7−5             |
| Guanyador | 32.  | 27 de maig de 1985     | Roland Garros                          | Terra batuda | Kim Warwick      | Shlomo Glickstein Hans Simonsson     | 6−3, 6−4, 6−7, 6−3        |
| Finalista | 30.  | 8 de juliol de 1985    | Gstaad (2)                             | Terra batuda | Brad Drewett     | Wojtek Fibak Tomáš Šmíd              | 7−6, 4−6, 4−6             |
| Finalista | 31.  | 14 d'octubre de 1985   | Sydney (4)                             | Dura (i)     | Kim Warwick      | John Fitzgerald Anders Järryd        | 3−6, 2−6                  |
| Finalista | 32.  | 25 de novembre de 1985 | Open d'Austràlia                       | Gespa        | Kim Warwick      | Paul Annacone Christo van Rensburg   | 7−6, 4−6, 4−6             |
| Guanyador | 33.  | 16 de desembre de 1985 | Adelaida (2)                           | Gespa        | Kim Warwick      | Nelson Aerts Tomm Warneke            | 6−4, 6−4                  |
| Finalista | 33.  | 12 de maig de 1986     | Roma                                   | Terra batuda | Sherwood Stewart | Guy Forget Yannick Noah              | 6−7, 2−6                  |
| Finalista | 34.  | 16 de juny de 1986     | Bristol (2)                            | Gespa        | Wally Masur      | Christo Steyn Danie Visser           | 7−6, 6−7, 10−12           |
| Guanyador | 34.  | 26 de gener de 1987    | Sydney                                 | Gespa        | Brad Drewett     | Peter Doohan Laurie Warder           | 6−4, 4−6, 6−2             |

### Dobles mixts: 2 (0−2)
| Títols per superfície |
| --------------------- |
| Dura (0−0)            |
| Gespa (0−1)           |
| Terra batuda (0−1)    |

| Resultat  | Núm. | Data               | Torneig               | Superfície   | Parella          | Oponents                 | Marcador         |
| --------- | ---- | ------------------ | --------------------- | ------------ | ---------------- | ------------------------ | ---------------- |
| Finalista | 1.   | 23 de juny de 1980 | Wimbledon, Regne Unit | Gespa        | Dianne Fromholtz | Tracy Austin John Austin | 6−4, 6−7(6), 3−6 |
| Finalista | 2.   | 26 de maig de 1986 | Roland Garros, França | Terra batuda | Rosalyn Fairbank | Kathy Jordan Ken Flach   | 6−3, 6−7(3), 3−6 |

### Equips: 1 (1−0)
| Resultat  | Núm. | Data                      | Torneig                          | Superfície | Equip                                 | Oponents                                                  | Marcador |
| --------- | ---- | ------------------------- | -------------------------------- | ---------- | ------------------------------------- | --------------------------------------------------------- | -------- |
| Guanyador | 1.   | 26−28 de desembre de 1983 | Copa Davis, Melbourne, Austràlia | Gespa      | Pat Cash John Fitzgerald Paul McNamee | Anders Jarryd Joakim Nystrom Hans Simonsson Mats Wilander | 3−2      |

## Trajectòria

### Individual
| Open d'Austràlia | 2R  | G     | QF    | A     | 2R    | QF    | 3R    | SF    | 1R    | 3R    | 2R   | 1R   | NC  | 3R  | 1 / 12  |         |
| Roland Garros | A   | 1R    | 2R    | 2R    | 1R    | 1R    | 1R    | 1R    | A     | A     | A    | 1R   | 1R  | A   | 0 / 8   |         |
| Wimbledon | 2R  | 3R    | 2R    | 2R    | 2R    | 1R    | 1R    | 2R    | SF    | 3R    | 3R   | 1R   | 1R  | A   | 0 / 12  |         |
| US Open | A   | 1R    | 3R    | 3R    | 1R    | 1R    | A     | 3R    | 2R    | 3R    | A    | A    | A   | A   | 0 / 7   |         |
| Total Victòries−Derrotes                                                                                                   | 2−4 | 40−28 | 19−24 | 19−24 | 15−16 | 27−29 | 20−23 | 59−28 | 31−28 | 19−21 | 9−18 | 9−10 | 3−9 | 1−1 | 256−242 | 256−242 |
| Rànquing a final d'any | 212 | 35    | 99    | 99    | 81    | 95    | 92    | 23    | 18    | 37    | 145  | 115  | 307 | 523 |         |         |
| Llegenda: G: Guanyador; F: Finalista; SF: Semifinalista; QF: Quarts de final; Q: Qualificació; A: Absent; RR: Round Robin; |     |       |       |       |       |       |       |       |       |       |      |      |     |     |         |         |

### Dobles masculins
| Open d'Austràlia | A   | A   | A   | 1R    | 1R    | A     | 1R    | 1R    | G     | G     | 3R    | G     | G     | F     | NC    | 2R  | 2R  | 4 / 12  |         |
| Roland Garros | A   | A   | A   | QF    | QF    | QF    | QF    | 3R    | 3R    | 1R    | QF    | F     | QF    | G     | 1R    | A   | A   | 1 / 11  |         |
| Wimbledon | 2R  | A   | 1R  | 2R    | 2R    | 2R    | QF    | 2R    | 2R    | 2R    | QF    | 1R    | QF    | 1R    | 1R    | A   | A   | 0 / 13  |         |
| US Open | A   | A   | A   | 3R    | 2R    | 2R    | SF    | 2R    | A     | 1R    | QF    | A     | QF    | 3R    | QF    | A   | A   | 0 / 9   |         |
| Total Victòries−Derrotes                                                                                                   | 1−1 | 0−0 | 5−2 | 43−27 | 22−23 | 22−23 | 53−19 | 43−28 | 37−21 | 47−27 | 72−18 | 51−18 | 61−26 | 41−25 | 20−21 | 5−2 | 3−2 | 504−260 | 504−260 |
| Rànquing a final d'any | −   | −   | −   | 55    |       |       |       | 39    |       |       | 7     | 6     | 4     | 14    | 47    | 329 | 448 |         |         |
| Llegenda: G: Guanyador; F: Finalista; SF: Semifinalista; QF: Quarts de final; Q: Qualificació; A: Absent; RR: Round Robin; |     |     |     |       |       |       |       |       |       |       |       |       |       |       |       |     |     |         |         |